# Linda Chang
Linda Chang (* 16. August 1980 in Hamburg) ist eine deutsche Theater- und Filmschauspielerin.

## Wirken
Chang wurde als Tochter chinesischer Eltern in Hamburg geboren und wuchs überwiegend in Deutschland, aber auch in Shanghai und Italien auf. Sie genoss zunächst eine fünfzehnjährige Ausbildung am Klavier, absolvierte dann ein Musicalstudium an der Stage School Hamburg und ist diplomierte Bühnendarstellerin der Darstellenden Künste.
Chang trat unter anderem in ihrer Heimatstadt im Kampnagel, im Altonaer Theater und im St. Pauli Theater auf. Ferner war sie als Hörspielsprecherin in Alexander Schuhmachers Mitsukos Restaurant (NDR, nach Christoph Peters’ Roman) und in Karin Hutzlers Die Gegenwart des Schmerzes (SWR) zu hören. Vorwiegend wurde sie aber durch ihre zahlreichen Film- und Fernsehauftritte bekannt. Der Durchbruch gelang ihr hierbei in der Hauptrolle in Sibylle Tafels Fernsehfilm Liebe süß-sauer.

## Filmografie (Auswahl)
- 2004: Liebe süß-sauer
- 2005: Akumi (Kurzfilm)
- 2006–2011: SOKO Leipzig (Fernsehserie, 2 Folgen)
- 2007: Alarm für Cobra 11 – Die Autobahnpolizei (Fernsehserie, eine Folge)
- 2008: Romanzo Criminale – Der Pate von Rom (Fernsehserie, eine Folge)
- 2009: Das Zimmer (Kurzfilm)
- 2011: Mozzarella Stories
- 2011: SOKO Kitzbühel (Fernsehserie, eine Folge)
- 2011: Das Haus denkt es brennt
- 2011: Tatanka
- 2012: Das Traumhotel – Vietnam
- 2012: SOKO Wismar (Fernsehserie, eine Folge)
- 2013: 24 Milchkühe und kein Mann
- 2013: Doc meets Dorf (Fernsehserie, 8 Folgen)
- 2013: Notruf Hafenkante (Fernsehserie, eine Folge)
- 2013: Dancing on a Dry Salt Lake
- 2014: Bella Casa: Hier zieht keiner aus!
- 2014: Nachbarn süß-sauer
- 2014: Die Pfefferkörner (Fernsehserie, eine Folge)
- 2014: München 7 (Fernsehserie, eine Folge)
- 2015: Lerchenberg (Fernsehserie, eine Folge)
- 2016: Volltreffer
- 2017: Schloss Einstein (Fernsehserie, 3 Folgen)
- 2019: Das Traumschiff – Japan
- 2020: Kryger bleibt Krüger  (Fernsehfilm)
- 2023: WaPo Elbe (Fernsehserie, Folge White Lightning)
- 2023: Ein Sommer auf Kreta (Fernsehreihe)